# Bengelshöhe
Bengelshöhe ist ein Ortsteil von Vilkerath in der Stadt Overath im Rheinisch-Bergischen Kreis in Nordrhein-Westfalen, Deutschland.

## Lage und Beschreibung
Der landwirtschaftlich geprägte kleine Ortsteil Bengelshöhe liegt an der Grenze zum Oberbergischen Kreis zwischen Hohkeppel und Vilkerath. Er ist am besten über die Landesstraße 84 (hier Hohkeppler Straße genannt) und den Kreutzweg zu erreichen.

## Geschichte
Die Topographia Ducatus Montani des Erich Philipp Ploennies, Blatt Amt Steinbach, belegt, dass der Wohnplatz bereits 1715 drei Hofstellen besaß, die als Bengelshöh beschriftet sind. Carl Friedrich von Wiebeking benennt die Hofschaft auf seiner Charte des Herzogthums Berg 1789 als Bengelshöhe. Aus ihr geht hervor, dass der Ort zu dieser Zeit Teil der Honschaft Vilkerath im Kirchspiel Overath war.
Der Ort lag an der Heidenstraße, einer bedeutenden mittelalterlichen Altfernstraße von Köln über Kassel nach Leipzig. Die heutige Landesstraße 84 folgt der Trasse des alten Höhenwegs Richtung Hohkeppel.
Der Ort ist auf der Topographischen Aufnahme der Rheinlande von 1817 als Bengelshöhe verzeichnet. Die Preußische Uraufnahme von 1845 zeigt den Wohnplatz unter dem Namen Bengelshöh. Ab der Preußischen Neuaufnahme von 1892 ist der Ort auf Messtischblättern regelmäßig als Bengelshöhe verzeichnet.
1822 lebten 25 Menschen im als Hof kategorisierten und Bengelshoh bezeichneten Ort, der nach dem Zusammenbruch der napoleonischen Administration und deren Ablösung zur Bürgermeisterei Overath im Kreis Mülheim am Rhein gehörte. Für das Jahr 1830 werden für den als Bengelshof bezeichneten Ort 29 Einwohner angegeben. Der 1845 laut der Uebersicht des Regierungs-Bezirks Cöln als Hof kategorisierte und Bengelshöhe bezeichnete Ort besaß zu dieser Zeit sieben Wohngebäude mit 32 Einwohnern, alle katholischen Bekenntnisses.
Die Liste Einwohner und Viehstand von 1848 nennt Namen und Beruf der Haushaltsvorstände: Klein, Johann Wilhelm (Ackerer): Klein, Wilhelm (Tagelöhner); Schwamborn, Joh. (Ackerer); Spiegel, Heinrich (Ackerer); Oberbusch, Wilhelm ( Tagelöhner); Wiertz, Gerhard (Ackerer); Becker, Wilhelm (Ackerer); Scherer. Bertram (Schuster); und Lang, Heinrich (Tagelöhner).
Die Gemeinde- und Gutbezirksstatistik der Rheinprovinz führt Bengelshöhe 1871 mit zehn Wohnhäusern und 47 Einwohnern auf. 
Im Gemeindelexikon für die Provinz Rheinland von 1888 werden für Bengelshöhe sechs Wohnhäuser mit 32 Einwohnern angegeben. 1895 besitzt der Ort sechs Wohnhäuser mit 35 Einwohnern und gehörte konfessionell zum katholischen Kirchspiel Hohkeppel, 1905 werden fünf Wohnhäuser und 26 Einwohner angegeben.

## Bergbau
Östlich von Bengelshöhe lag die Grube Rupertus.